# Sideridis anapheles
Sideridis anapheles là một loài bướm đêm trong họ Noctuidae.